# フランシスコ・ハビエル・ロドリゲス
マーサ（Maza）ことフランシスコ・ハビエル・ロドリゲス・ピネド（Francisco Javier Rodríguez Pinedo, 1981年10月20日 - ）は、メキシコ・マサトラン出身の元同国代表サッカー選手。現役時代のポジションはDF。

## 経歴

### クラブ

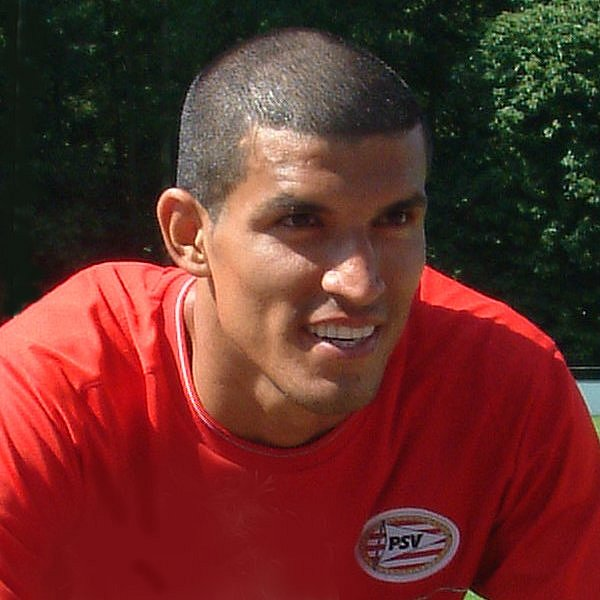
PSV時代（2008年）

2002年にメキシコのCDグアダラハラでプロデビューし、2006年にはリーグ優勝に貢献した。
2008年5月9日、オランダのPSVアイントホーフェンへ3年契約で移籍することが発表された。11月25日、ヘラクレス・アルメロ戦で28メートル離れたところから初ゴールを決めた。デビューシーズンはベンチを温めることが多かったものの、徐々にレギュラーに定着していった。
2011年7月14日、ドイツのVfBシュトゥットガルトへ2014年までの3年契約で移籍した。尚この移籍を機に、出身地のマサトランにちなんだ登録名「マーサ」を本格的に使用している。10月22日の1.FCニュルンベルク戦で移籍後初ゴールを決めた。
2013年1月3日、母国メキシコのクラブ・アメリカへ移籍した。
2014年6月、クルス・アスルへ移籍。2017年6月8日、新たにリーガMXへ昇格するロボス・デ・ラ・BUAPに加入することが発表された。

### 代表
メキシコ代表としてアテネオリンピックメンバーに選ばれ、マリ代表及び韓国代表戦に出場した。
2006年4月2日にA代表初招集を受け、2006 FIFAワールドカップにも出場し、ポルトガル代表戦に出場した。コパ・アメリカ2007にも出場した。

## 代表歴

### 出場大会
- メキシコ代表
  - 2006 FIFAワールドカップ
  - 2010 FIFAワールドカップ
  - 2014 FIFAワールドカップ

### 試合数
- 国際Aマッチ 109試合 1得点（2004年-2015年）[4]

| メキシコ代表 | 国際Aマッチ | 国際Aマッチ |
| 年           | 出場        | 得点        |
| ------------ | ----------- | ----------- |
| 2004         | 10          | 0           |
| 2005         | 16          | 1           |
| 2006         | 7           | 0           |
| 2007         | 8           | 0           |
| 2008         | 0           | 0           |
| 2009         | 2           | 0           |
| 2010         | 13          | 0           |
| 2011         | 9           | 0           |
| 2012         | 10          | 0           |
| 2013         | 13          | 0           |
| 2014         | 12          | 0           |
| 2015         | 9           | 0           |
| 通算         | 109         | 1           |

## タイトル

### クラブ
グアダラハラ
- プリメーラ・ディビシオン : 2006アペルトゥーラ

PSV
- ヨハン・クライフ・スハール : 2008

クルス・アスル
- プリメーラ・ディビシオン : 2013クラウスーラ

### 代表
メキシコ
- CONCACAFゴールドカップ : 2011, 2015